# Ignaz Semmelweis
Ignaz Philipp Semmelweis (Budimpešta, 1. srpnja 1818. – Beč, 13. kolovoza 1865.), mađarski liječnik.
Radeći kao asistent prve porodiljske klinike u bečkoj Općoj bolnici, Ignac Philipp Semmelweiss opazio je neobično veliku smrtnost žena pri porodu. Došao je do zaključka da je uzrok babinja groznica, za koju je ustanovio da je to zapravo otrovanje krvi, zaraza koja se prenosi putem svake gnojne bolesti. Da bi se spriječila, bila je dovoljna temeljita dezinfekcija ruku s malo klornoga vapna. Semmelweiss je zato uveo stroge mjere čistoće i već u prvom mjesecu smrtnost od babinje groznice u njegovu je odjelu osjetno pala. No, kolege liječnike nikako nije mogao uvjeriti u ispravnost svojih postavki. Iscrpljen neprestanim borbama navodno je duševno obolio (vjerojatno se zapravo radilo o Alzheimerovoj bolesti) i 13. kolovoza 1865. umro u Zavodu za umobolne u Doblingu kraj Beča, i to od infekcije koja se razvila nakon što su ga prebili čuvari u umobolnici.

## Vanjske poveznice
- Ignaz Semmelweis – najneshvaćeniji čovjek (1865.)
- 13. 8. Preminuo “spasitelj majki”, doktor kojeg su strpali u umobolnicu jer je inzistirao da ljudi moraju prati ruke
- Jeste li čuli za doktora Ignaza Semmelweisa?